# Nicolae Marin
Nicolae Marin (n. 27 iunie 1973, Pechea, România) este un senator român, ales în 2012. 